# Бордуляк Тимофій Вікторович
Ти́мофій Ві́кторович Бо́рдуляк (17 березня 1935, с. Бубнище, нині — Болехівська міська рада, Івано-Франківської області — 4 лютого 2017, м. Дрогобич) — український громадський та політичний діяч, голова Дрогобицької міськрайонної організації Товариства «Просвіта» імені Шевченка, член обласної організації Товариства (1990—1992). Член організаційного комітету зі спорудження пам'ятника Тарасові Шевченкові у Дрогобичі (1991). Заступник голови дрогобицької «Просвіти» (1992—2017). Очолював Координаційну раду Блоку національно-демократичних сил Дрогобиччини та був членом її президії. Внук о. Тимотея Бордуляка.

## Життєпис
Тимофій Вікторович Бордуляк народився 17 березня 1935 року в селі Бубнище на Станіславівщині в родині священика о. Віктора Тимотейовича Бордуляка та вчительки, уродженкою м. Стрий Юлії (з дому Кушівна).
По смерті дідуся — українського письменника о. Тимотея Бордуляка — в селі Великий Ходачків, що на Тернопільщині 16 жовтня 1936 року о. Віктор Бордуляк переїхав на парафію на місце батька. 1941 року Тимофій пішов до першого класу місцевої школи, а до другого класу вступив до місцевої школи села Горошова Борщівського району Тернопільської області, де його батько отримав парафію.
1943 року переїхав до Стрия, до своїх бабці й тітки. Тут продовжив навчання й 1951 року закінчив Стрийську середню школу № 5. Того ж року вступив на навчання на нафтовий факультет Львівського політехнічного інституту, який закінчив 1956 року та був скерований на роботу інженером нафтопромислу № 5, нафтопромислового управління «Бориславнафта». Протягом 1957—1958 років працював, за сумісництвом, викладачем Бориславського вечірнього відділення Дрогобицького нафтового технікуму.
1958 року Тимофій Бордуляк переїздить до Надвірної, де працював начальником проектно-кошторисного бюро, начальником відділу капітального будівництва, заступником начальника нафтопромислового управління «Надвірнанафтогаз» (нині — НГВУ «Надвірнанафтогаз»). 1968 року переїхав до Дрогобича на посаду головного інженера проектів Дрогобицької філії проєктного інституту «УкрДІПРОНДІнафта», а 1989 року переведений на посаду головного інженера Дрогобицької філії цього інституту. У 2000 році вийшов на пенсію.
Тимофій Вікторович Бордуляк помер у Дрогобичі 4 лютого 2017 року на 82-му році життя.

## Родина
Був одружений з Миськів Галиною Михайлівною (працювала провізором аптеки № 115 м. Дрогобич), з якою прожив майже півстоліття, разом виховали дочку Марту, сина Андрія, двох онуків — Маркіяна та Остапа. Тимофій Вікторович тривалий час доглядав за хворою дружиною, яка померла 4 липня 2016 року.
Дочка Тимофія Вікторовича Марта — кандидат фізико-математичних наук, викладач механіко-математичного факультету, доцент кафедри теорії функцій і теорії ймовірностей ЛНУ ім. І. Франка.

## Громадська діяльність
15 січня 1989 року в Дрогобичі було створено Товариство рідної мови, яке з часом перетворилося на Товариство «Просвіта» імені Шевченка. Тимофій Вікторович стає одним з перших членів Товариства, а згодом обраний відповідальним його секретарем. Він був одним із чільних організаторів першого в Дрогобичі масового віче — реквієму під синьо-жовтими стягами, присвяченого пам'яті славних лицарів-запорожців із засудженням московського імперіалізму. Віче відбулося в центрі міста 30 липня 1989 року.
Наприкінці 1990-х — початку 2000-х років був членом виконавчого комітету Дрогобицької міської ради. На запрошення Івано-Франківського інституту нафти і газу Тимофій Вікторович Бордуляк брав участь у підготовці та друці першого україномовного підручника з нафтової справи й підготував два розділи до нього.
1990 року на міськрайонній конференції Тимофія Бордуляка обирають головою Дрогобицької міськрайонної організації Товариства «Просвіта» імені Шевченка, а відтак — і членом обласної організації Товариства. Згодом Тимофій Вікторович підготував, зібрав кошти і видав «Пам'ятку первинним осередкам Всеукраїнського товариства „Просвіта“ імені Тараса Шевченка». У ній йдеться про порядок заснування первинних осередків, їх роботу, документацію, фінансову діяльність, статут тощо. Як голова «Просвіти», організовував первинні осередки на промислових підприємствах, у селах і школах. Співпрацював організаціями Товариства з сусідніх районів Львівщини, зокрема, зі стрийською, де головою був його молодший брат Нестор, а також з самбірською, бориславською та трускавецькою філіями. Був членом Народного руху України та брав активну участь в організації та виїзді до Львова дрогобичан на акцію «Українська хвиля» — «живий ланцюг», що з'єднав 21 січня 1990 року Івано-Франківськ, Львів та Київ у 71-ші роковини прийняття акту Злуки УНР та ЗУНР.
У листопаді 1990 року Тимофій Бордуляк став ініціатором та організатором Фестивалю стрілецької пісні — за участю всіх навчальних закладів міста та головних промислових підприємств. До цієї події у Прибалтиці виготовили спеціальні значки й вимпели за проектом П. Сидорчука. Був членом організаційного комітету зі спорудження пам'ятника Тарасові Шевченкові в Дрогобичі, відкриття якого відбулося 21 вересня 1991 року. На ньому були присутні представники українських товариств з діаспори — США, Канади, Бразилії, Арґентини, Австралії, Німеччини, Молдови, Польщі, а також гості з різних міст, областей України. 1992 року був обраний заступником голови Дрогобицької «Просвіти», залишався ним до кінця життя.
1993 року Тимофій Бордуляк скликав ініціативні збори зі створення в Дрогобичі місцевої філії Товариства зв'язків з українцями за межами України «Україна — Світ». На зборах були присутні голова Товариства Іван Драч, голова Львівського відділення Богдан Якимович, керівники міста та району. Було створено Дрогобицьку філію Товариства «Україна — Світ», яку й очолив Тимофій Бордуляк. Дещо згодом його обирають членом обласної ради й головної ради Товариства у Києві. Завдяки діяльності дрогобицької філії товариства налагоджуються тісні взаємини дрогобичан з багатьма українськими організаціями світу, зокрема, Тимофій Бордуляк відвідав 12-й з'їзд дрогобичан у США, а професор філологічного факультету ДДПУ ім. І. Франка Михайло Йосипович Шалата — наступний 13-ий. Також Тимофій Бордуляк брав участь у Всесвітніх форумах українців у Києві.
Протягом 1995—2005 років очолював Координаційну раду Блоку національно-демократичних сил Дрогобиччини, відтак — до останніх своїх земних днів — був членом президії ради.

## Доробок
- 1997 року Дрогобицька «Просвіта» спільно з товариством «Україна — Світ» та дрогобичанами із США й Канади видала четвертий том збірки «Дрогобиччина — земля Івана Франка», до якої увійшла також стаття Тимофія Бордуляка «Початки діяльності відновленої „Просвіти“» та стаття Михайла Богаченка «Подвижник національного відродження» про самого Тимофія Бордуляка.
- 2000 року Тимофій Бордуляк підготував та видав книжку «Нація і національна ідея».
- 2003 року, до десятиріччя створення у Дрогобичі філії товариства «Україна — Світ», підготував та видав книжку «Наша турбота — світова українська спільнота». Того ж року підготував та видав українською і англійською мовами збірку про всі пам'ятники Тарасові Шевченкові, побудовані на Дрогобиччині під назвою «Шевченко в краю Франка». Цього ж року відбулася презентація книжки у Каневі, Моринцях та Шевченковому. До 100-ліття дрогобицької «Просвіти» 2003 року підготував та видав книжку «Дрогобицька „Просвіта“. Коротка історія» — про історію «Просвіти» від часу заснування у 1903 році й до наших днів.
- 2008 року взяв участь у випуску шостого тому «Літопис Голготи України» своєю статтею «Де зараз ви, кати мого народу?»
- Значну увагу надає Тимофій Бордуляк популяризації творчості свого дідуся — о. Тимотея Бордуляка, а саме:
  - у 2004 році в літературно-краєзнавчому часописі «Брідщина» надруковано його статтю «У вінок пам'яті дорогому дідусеві».
  - 2010 року видав книжку «Тимотей Бордуляк. Невідомі твори», до якої увійшла його стаття «Священик і письменник — о. Тимотей Бордуляк». Презентація книги пройшла у Львові, Дрогобичі, Бродах, Бордуляках та Великому Ходачкові.